# Lowrider bikes
 (mars 2012).
Si vous disposez d'ouvrages ou d'articles de référence ou si vous connaissez des sites web de qualité traitant du thème abordé ici, merci de compléter l'article en donnant les références utiles à sa vérifiabilité et en les liant à la section « Notes et références ».

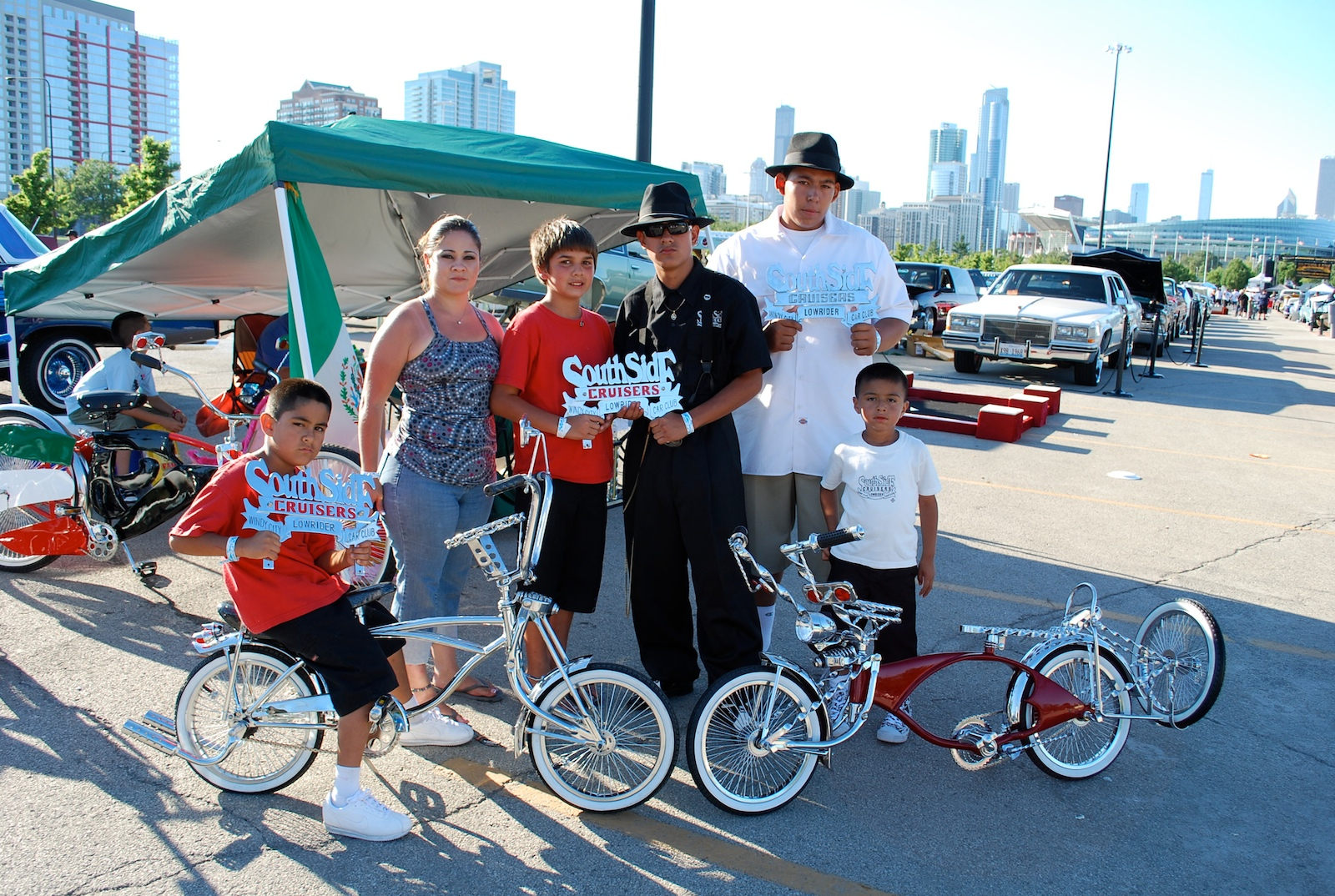
Une famille pose pour une photo au 'Lowrider Chicago SuperShow' de 2010

Les lowrider bikes sont des vélos customisés dans le plus pur style lowrider, de culture chicanos[réf. souhaitée].
Les vélos sont répartis en deux catégories, les street et les showbikes. Les street sont souvent des vélos pré-fabriqués, achetés par des passionnés qui souhaitent conserver une utilisation urbaine, ou tout simplement des vélos très peu modifiés. Les showbikes sont des lowbikes avec une base non définie, au choix du constructeur du lowbike ; ce sont des vélos extrêmement modifiés et ils ont la plupart du temps un « bondo » qui est un rajout de tôles qui donne un air très profilé au vélo. Les vélos sont ornés de chrome, d'or, de peintures très travaillées, et de pièces qui sont souvent importées ou construites sur mesure par le constructeur. Toutes les folies sont possibles. Mais cela demande énormément de travail et d'investissement.